# Hemgölen (Hallingebergs socken, Småland)
Hemgölen är en sjö i Västerviks kommun i Småland och ingår i Botorpsströmmens huvudavrinningsområde.